# Haussee (Schönwalde)
Der Haussee ist ein See bei Schönwalde im Landkreis Vorpommern-Greifswald in Mecklenburg-Vorpommern.
Das etwa 1,2 Hektar große Gewässer befindet sich im Gemeindegebiet von Schönwalde, wobei sich der Ort Schönwalde am westlichen Ufer befindet. Der See hat keine natürlichen Ab- oder Zuflüsse. Die maximale Ausdehnung des Haussees beträgt etwa 175 mal 110 Meter.